# سیارک ۱۳۵۶۱
سیارک ۱۳۵۶۱ (به انگلیسی: 13561 Kudogou، نامگذاری:1992SB1) سیزده هزار و پانصد و شصت و یکمین سیارک کشف شده‌است که در ۲۳ سپتامبر ۱۹۹۲ کشف شد.
قدر مطلق سیارک برابر ۴۸.۹ است.